# Anglo-Persian Oil Company
La Anglo-Persian Oil Company (APOC, «Compañía de Petróleos Anglo-Persa») fue una empresa inglesa fundada en 1908 tras el descubrimiento de un gran campo petrolífero en el shahrestán iraní de Masyed Soleimán. La APOC fue la primera empresa en extraer petróleo de Irán. En 1935, la APOC fue rebautizada como Anglo-Iranian Oil Company (AIOC, «Compañía de Petróleos Anglo-Iraní»), y en 1954 se transformó en British Petroleum Company, uno de los antecedentes de la actual BP.

## La concesión D'Arcy

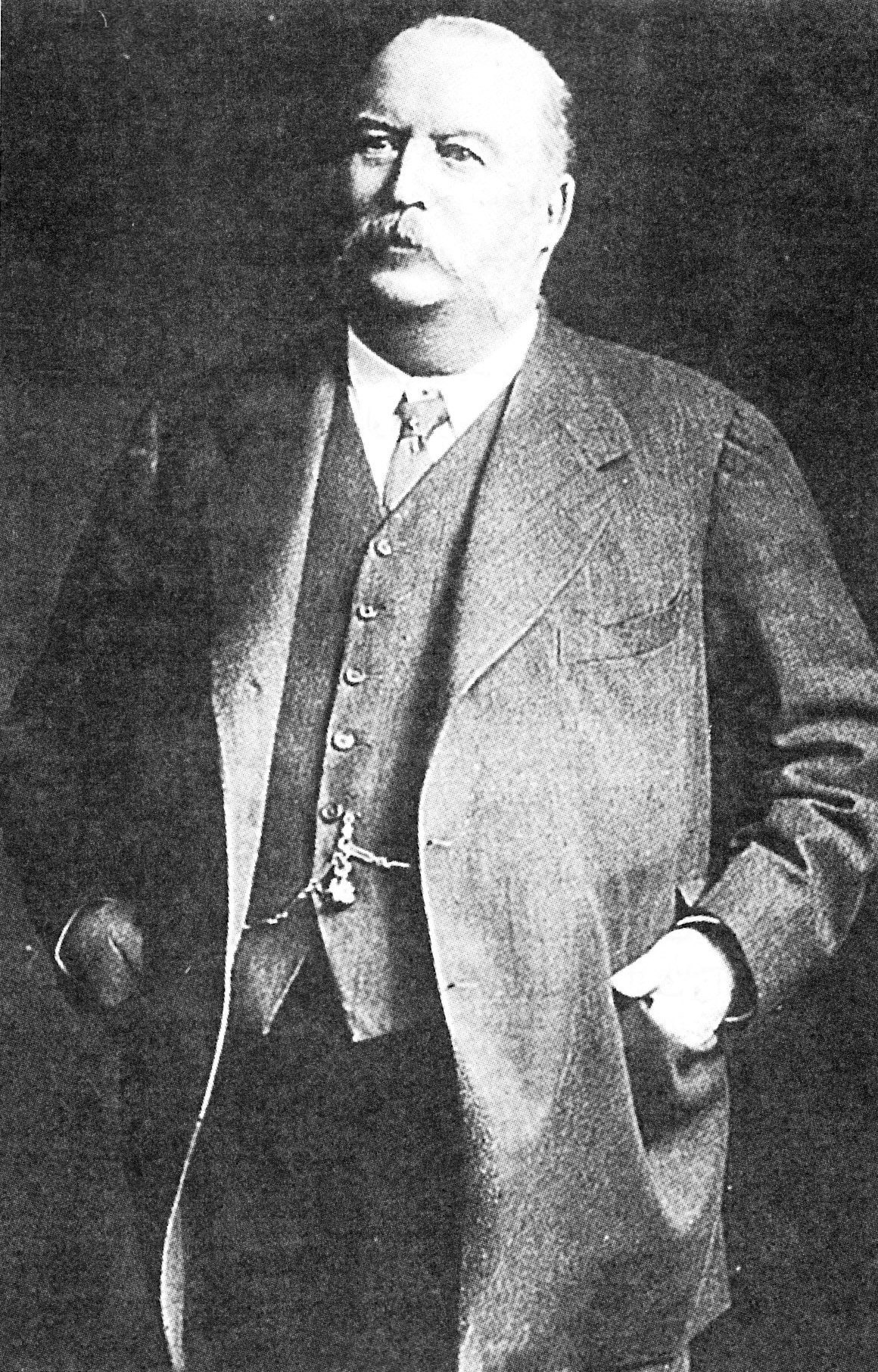
William Knox D'Arcy.

En 1901, el millonario londinense William Knox D'Arcy negoció con el sah de Persia Mozaffareddín Shah Qayar, una concesión petrolera por la que adquirió el derecho exclusivo de prospección durante 60 años en una vasta área que incluía la mayoría del territorio iraní a cambio de 20 000 libras esterlinas (2,17 millones de euros de 2012), una cantidad equivalente en acciones de la compañía de D'Arcy y la promesa de un 16 % de los beneficios futuros.
D'Arcy contrató al geólogo George Bernard Reynolds para hacer las prospecciones en el desierto iraní, en condiciones muy duras: «la viruela hacía estragos, los bandidos y los señores de la guerra imponían su ley, apenas había agua disponible y las temperaturas se disparaban a menudo por encima de 50 °C». Tras varios años de exploraciones, la fortuna de D'Arcy mermó, obligándolo a vender la mayor parte de sus participaciones en la compañía escocesa Burmah Oil Company.
En 1908, habiendo gastado más de 500 000  libras en Irán sin hallar petróleo, D'Arcy y Burmah decidieron abandonar las exploraciones persas. A principios de mayo enviaron un telegrama a Reynolds para notificarle el fin de los fondos y ordenarle «cesar los trabajos, despedir al personal, desmontar todo lo que valiere la pena transportar a la costa para el envío y regresar a casa.» Reynolds retrasó el acatamiento de las instrucciones y, en un golpe de suerte, dio con petróleo poco después, el 26 de mayo de 1908.

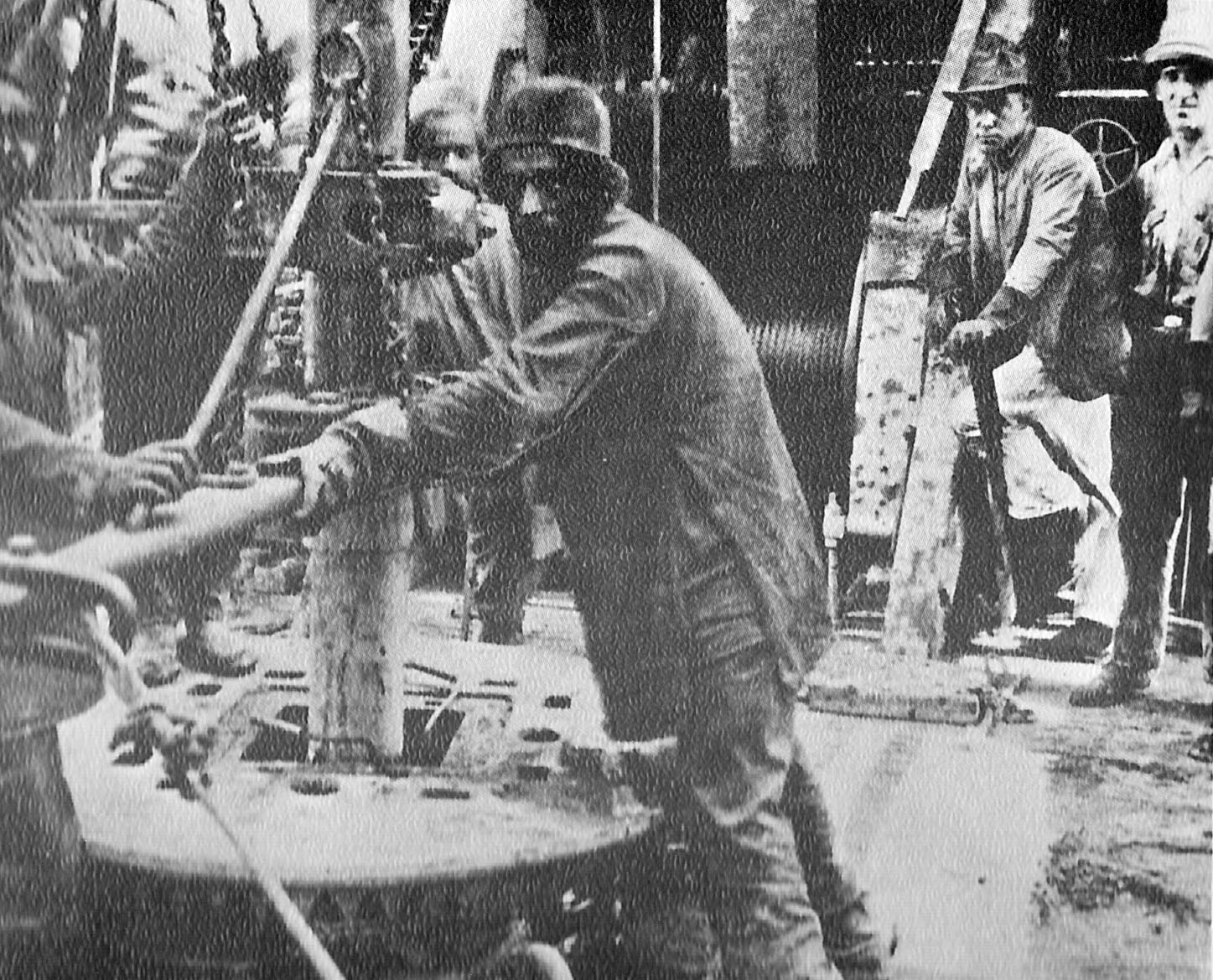
Primera extracción de petróleo en Masyed Soleimán.

### Creación de la APOC
El 14 de abril de 1909, Burmah Oil creó la empresa filial Anglo-Persian Oil Company (APOC) y sacó a la venta acciones de la misma.
La producción a gran escala del petróleo persa comenzó por fin en 1913, apoyándose en una refinería construida en Abadán —que durante 50 años fue la mayor refinería del mundo—. Poco antes de la Primera Guerra Mundial, los gerentes de la APOC entablaron negociaciones con el primer lord del Almirantazgo del imperio británico, Winston Churchill, quien buscaba modernizar la armada británica remplazando en tres años el carbón por el petróleo como combustible de la flota, a la que quería además liberar de su dependencia del suministro de las compañías Standard Oil Company y Royal Dutch Shell. El gobierno británico inyectó nuevos capitales a la APOC a cambio de la seguridad en el aprovisionamiento de combustible para sus barcos, adquiriendo así una participación mayoritaria en la empresa. El acuerdo entre el gobierno británico y la APOC tenía una duración de 20 años. El gobierno británico se convirtió además en el poder en la sombra tras la compañía.

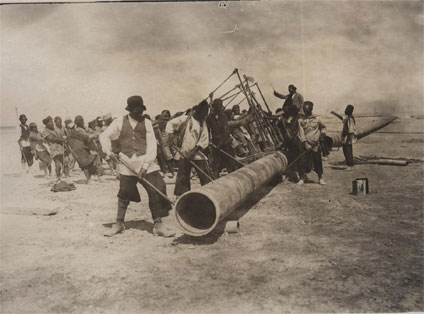
Trabajadores del petróleo iraní en 1908.

La Anglo-Persian Oil Company adquirió el 50 % de las acciones de la Compañía Turca de Petróleo (Turkish Petroleum Company), organizada en 1912 por el empresario de origen armenio Calouste Gulbenkian para explorar y desarrollar los recursos petrolíferos del imperio otomano. Tras la interrupción causada por la guerra, la empresa se rebautizó en 1927 como Iraq Petroleum Company. 
En 1920, la APOC adquirió una concesión petrolera en el norte de Irán que había sido prometida en 1916 al georgiano Akaki Khoshtaria, súbdito ruso antes de la Revolución de 1917. Para gestionar la adquisición, la APOC creó una nueva filial, la North Persia Oil Company. Sin embargo, la nueva compañía fue rechazada por las autoridades iraníes, dando pie a un persistente conflicto en torno al petróleo iraní del mar Caspio.

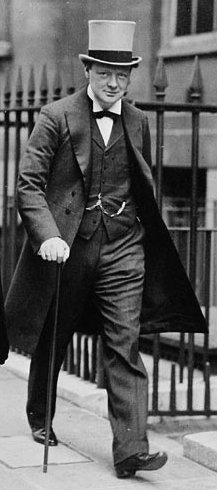
Winston Churchill en 1912.

Durante estos años, se extendió en Irán la oposición popular a la concesión de D'Arcy y al acuerdo por el que Irán recibía solo el 16 % de los beneficios. La dependencia de la renta petrolera para los planes de desarrollo industrial y otras reformas modernizadoras aguzó los recelos del gobierno iraní, carente de control sobre la industria petrolera, hacia las actividades de la APOC en Irán. El clima de insatisfacción generalizada parecía sugerir la posibilidad de una revisión radical de los términos de la concesión. Además, la ordenación del régimen fiscal iraní había mermado la efectividad de la práctica de la APOC de recortar los avances de sus regalías cuando las reclamaciones de la empresa no eran atendidas.
En 1923, Burmah Oil Company empleó a Winston Churchill como asesor para cabildear en el gobierno británico y adquirir los derechos exclusivos sobre los recursos petroleros iraníes, empeño en el que tuvo éxito. En 1925, la Compañía Turca de Petróleos logró la concesión por el gobierno bajo mandato británico de los recursos petroleros de Mesopotamia. TPC halló petróleo el 14 de octubre de 1927. Al año siguiente, la participación de la APOC en TPC —llamada ya Iraq Petroleum Company— se redujo al 23,75 % como resultado de los cambios geopolíticos tras la partición del imperio otomano y del Acuerdo de la Línea Roja.

### Renegociación de las condiciones por Irán
Las tentativas persas por revisar la concesión petrolera en términos más favorables para Irán desembocaron en prolongadas negociaciones llevadas a cabo en Teherán, Lausana, Londres y París entre Abdolhosein Teymurtash —ministro de la Corte de Irán entre 1925 y 1932, así como ministro de Asuntos Exteriores— y John Cadman, presidente de APOC entre 1928 y 1932.

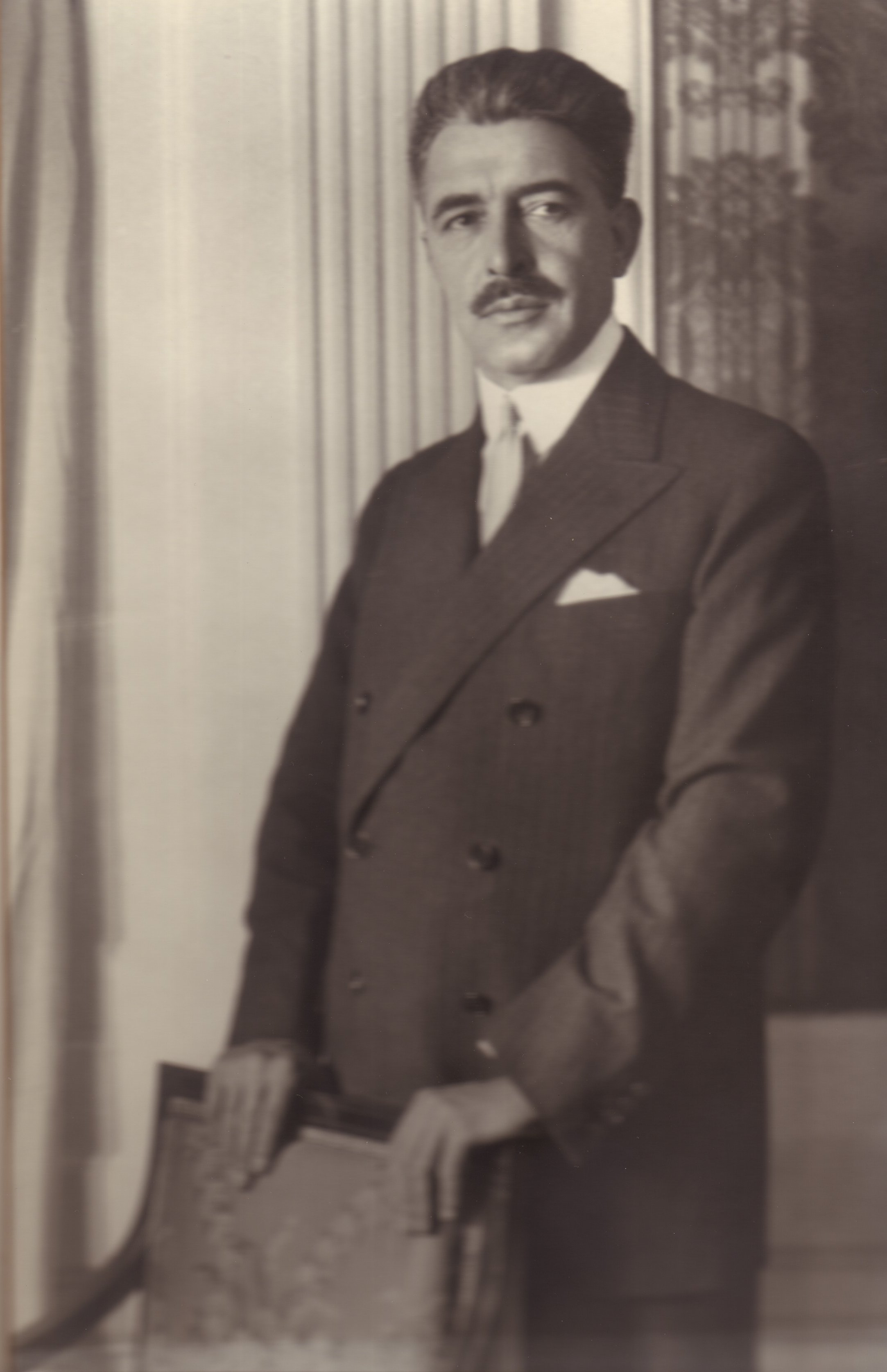
Abdolhosein Teymurtash.

El argumento fundamental aducido por Irán para renegociar la concesión a D'Arcy era que su riqueza nacional estaba siendo echada a perder por una concesión otorgada en 1901 por un gobierno no constitucional que había sido forzado a aceptar condiciones injustas bajo coacción. Para reforzar su posición en las conversaciones con los británicos, Teymurtash se apoyó en expertos del sector petrolero franceses y suizos.
Irán reclamaba una revisión de las condiciones por la que recibiese el 25 % del total de las acciones de la APOC. Frente a las objeciones británicas, Teymurtash recalcaba que «si esta fuera una nueva concesión, el gobierno persa insistiría no en un 25 % sino en partes iguales. Teymurtash pedía también un interés mínimo garantizado del 12,5 % sobre los dividendos de las acciones de la empresa, más un flujo de suministro de media tonelada por segundo del petróleo producido. Además, especificaba que la compañía debía reducir el área de la concesión, con la intención de limitar las actividades de la APOC al suroeste iraní, de modo que Irán pudiera atraer a otras compañías para que desarrollasen campos petrolíferos en condiciones más favorables a sus intereses en áreas fuera de la concedida a la Anglo-Persian Oil Company. 

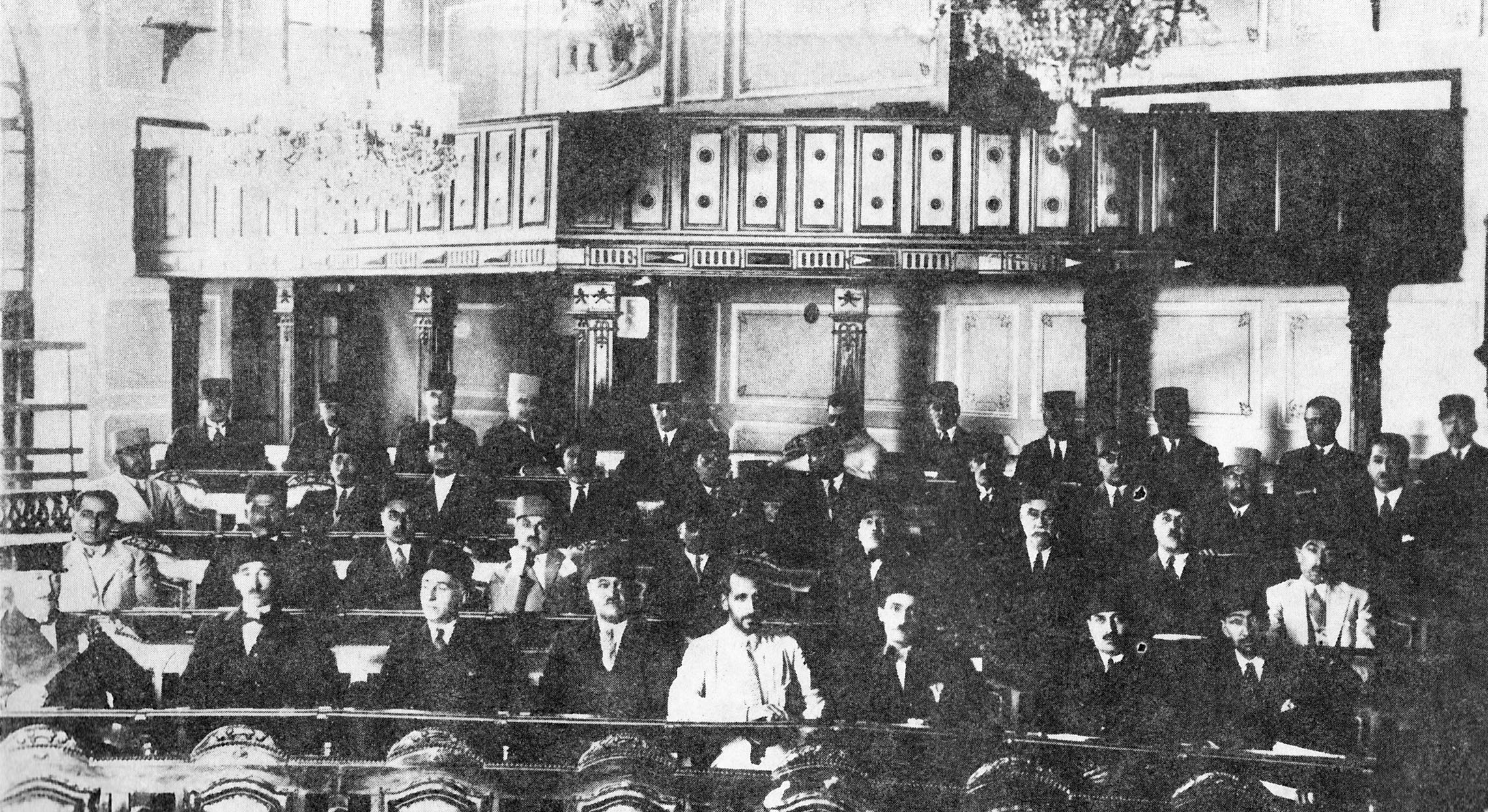
Asamblea Consultiva Nacional iraní (1930).

Aparte de reclamar una participación más equitativa de los beneficios de la sociedad, un asunto que no escapó a la atención de Teymurtash fue que el flujo de transacciones entre la APOC y sus distintas filiales privaba a Irán de hacerse una idea cabal del total de los ingresos de la APOC. Por ello, exigía que la empresa se registrase en Teherán además de en Londres, y que los derechos de transporte del petróleo retornasen en exclusiva al gobierno iraní. De hecho, en medio de las negociaciones de 1930, la Asamblea Consultiva Nacional aprobó una resolución por la que las compañías extranjeras deberían pagar tasas de un 4 % sobre los beneficios potenciales obtenidos en Irán.
Frente a las maniobras dilatorias británicas, las autoridades iraníes decidieron poner de manifiesto su descontento redoblando sus apuestas. Además de permitir finalmente a la prensa la publicación de editoriales críticos con las condiciones de la concesión D'Arcy, una delegación compuesta por el propio Reza Shah y de distintos notables políticos y periodistas se desplazó a las inmediaciones de los campos petrolíferos para inaugurar una carretera, con instrucciones de abstenerse de visitar las instalaciones petroleras a modo de protesta.
En 1931, Teymurtash —de viaje en Europa para inscribir al príncipe heredero Mohammad Reza Pahlaví en un internado suizo— decidió aprovechar la ocasión para tratar de concluir las negociaciones. Según Cadman, Teymurtash trabajó con dedicación febril pero de manera diligente para resolver todas las cuestiones pendientes, pese a lo cual no logró más que un acuerdo de principios, mientras las cifras clave y los pagos globales quedaban sin arreglar: 

Vino a Londres, fue de cenas y banquetes y estuvo negociando desde la mañana hasta la noche. Hubo muchos encuentros. Casó a su hija, llevó a su hijo a un colegio, s reunió con el ministro de Relaciones Exteriores, hubo un cambio en nuestro gobierno y en medio de todo este laberinto de actividades, alcanzamos un acuerdo preliminar sobre los principios que debían incluirse en el nuevo documento, dejando la concreción de algunas cifras y del pago principal para más adelante.

Si bien Teymurtash recibió la impresión de que, tras cuatro años de discusiones exhaustivas y minuciosas, había logrado encarrilar las negociaciones hacia un final concluyente, las últimas reuniones en Londres resultaron en un callejón sin salida. 
El asunto llegó a su punto crítico en 1931, cuando el efecto combinado de una superabundancia del suministro de petróleo en el mercado mundial y de la desestabilización económica de la Gran Depresión produjeron fluctuaciones que redujeron drásticamente los ingresos anuales recibidos por el estado iraní hasta un quinto de lo obtenido el año anterior. En 1931, la APOC informó al gobierno iraní que las regalías que pagaría ese año ascenderían a apenas 366 782 libras esterlinas , mientras que los impuestos abonados en el mismo período al gobierno británico eran de cerca de 1 millón de libras. Además, al tiempo que los beneficios de la compañía declinaban en ese año en un 36 %, la renta pagada al gobierno iraní se redujo en un 76, a causa de las prácticas contables de la empresa. La repentina caída en las regalías parecía confirmar las sospechas de mala fe, por lo que Teymurtash decía que ambas partes deberían renegociar sus acuerdos.
Fue entonces cuando Reza Shah buscó afirmar su autoridad inmiscuyéndose de manera dramática en las negociaciones. En noviembre de 1932, el monarca asistió a una reunión del consejo de ministros en la que reprendió a Teymurtash por su fracaso en obtener un acuerdo y dictó al gabinete una carta por la que se cancelaba la concesión D'Arcy. El gobierno iraní notificó a la APOC que abandonaba las negociaciones y exigió la cancelación de la concesión. El gobierno británico se sumó al litigio de parte de la APOC,  rechazó la cancelación y llevó el asunto a la Corte Permanente de Justicia Internacional de La Haya, aduciendo que se consideraba «con derecho a tomar todas las medidas que requiriere la situación para proteger a la compañía». La Corte era un instrumento de la Sociedad de Naciones, organismo dominado por los vencedores de la Primera Guerra Mundial. El entonces ministro plenipotenciario iraní, Hasán Taqizadé, hizo saber a Londres que la cancelación era una maniobra destinada tan solo a acelerar las negociaciones y que para Irán sería un suicidio político retirarse de las mismas.
La Haya designó como mediador al ministro de Exteriores checoslovaco Edvard Beneš, que puso la disputa en suspenso para dar ocasión a las partes de alcanzar un acuerdo. El jefe del estado iraní, Reza Shah, que hasta entonces exigía con rotundidad la cancelación, accedió súbitamente a las demandas británicas, para gran decepción de su gabinete. John Cadman visitó Irán en abril de 1933 y mantuvo una audiencia privada con el shah. De esta manera, se alcanzó un nuevo acuerdo el cual fue ratificado por la Asamblea Consultiva el día 28 de mayo y sancionado por el monarca al día siguiente.

### La convención de 1933
El nuevo contrato, que renovaba la concesión por 60 años, redujo el área bajo control de la APOC a 100 000 millas cuadradas (260 000 km²) y sustituyó la imposición fiscal por pagos anuales al gobierno iraní, de los que se garantizaba que ascenderían a un mínimo de 750 000 libras esterlinas. Entre los aspectos de las condiciones que suscitarían críticas en Irán, se encontraban la extensión de la concesión por 32 años suplementarios, el permiso otorgado a la APOC de seleccionar a su antojo las 100 000 millas en cuestión, la exigüidad del canon mínimo anual garantizado y la negligente exención de las operaciones de la compañía de aranceles y derechos de aduana. Irán renunció además al derecho a anular el contrato y el procedimiento de arbitraje de los eventuales conflictos era de gran complejidad.
La Compañía Anglo-Persa prosiguió sus operaciones, pero cambió su nombre en 1935 a Anglo-Iranian Oil Company (AIOC), tras requerir Reza Shah en Nouruz de ese año a la Sociedad de Naciones que las cancillerías se refirieran al país por su nombre local, «Irán», en lugar del término tradicional en Occidente, «Persia».
En 1950, la refinería de Abadán era la mayor del mundo y, pese a una política de diversificación, la AIOC dependía en un 75 % de la producción de sus campos iraníes y controlaba todo el petróleo de Irán.

## Nacionalización y golpe de Estado

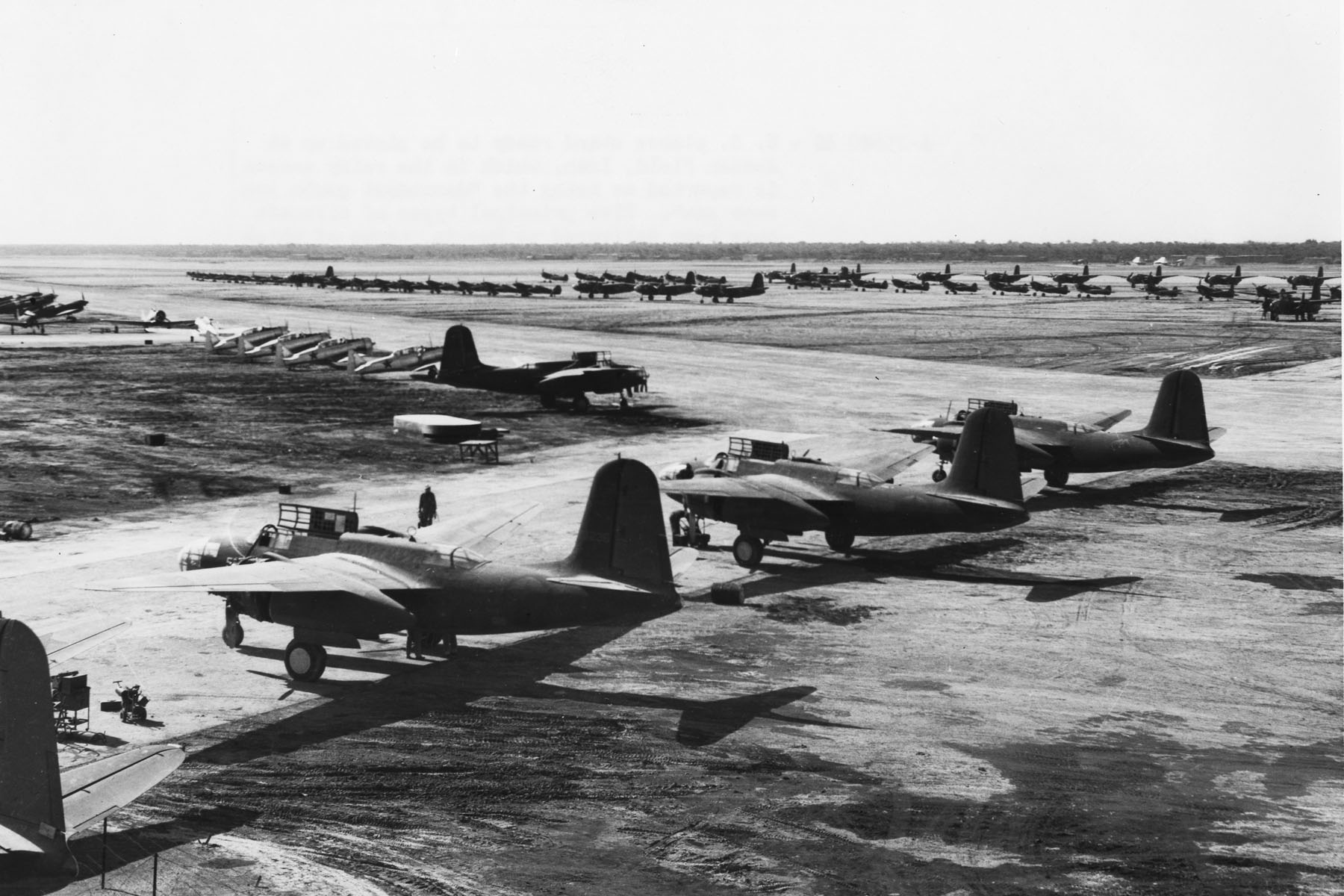
Aviones aliados en Abadán.

### Descontento en Irán
En agosto de 1941, tropas británicas y soviéticas, aliadas en la Segunda Guerra Mundial, invadieron y ocuparon Irán y forzaron la abdicación de Reza Shah a favor de su hijo Mohammad Reza, al que consideraban mucho más inclinado hacia sus intereses.

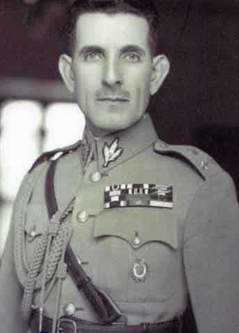
Alí Razmará.

Tras la guerra, el nacionalismo se mantuvo al alza en Oriente Medio, y particularmente en Irán. En una primera etapa, la AIOC y el gobierno prooccidental iraní dirigido por el primer ministro Alí Razmará resistió frente a la presión de los nacionalistas que reclamaban una nueva revisión de las condiciones de la concesión a la AIOC a favor de Irán. En mayo de 1949, Londres ofreció un «acuerdo petrolero suplementario» para apaciguar los ánimos. El acuerdo aseguraba que las regalías no serían inferiores a 4 millones de libras; reducía el área de explotación; y prometía la formación de mayor número de iraníes para ocupar puestos administrativos. El acuerdo, sin embargo, no ofrecía a Irán «más voz en la gestión de la compañía» ni el derecho a auditar los libros de contabilidad. Por otra parte, no era previsible que las regalías descendiesen hasta ese límite propuesto de 4 millones de libras, y el área reducida seguía cubriendo todos los campos productivos. Cuando el primer ministro iraní trató de discutir con el presidente de la AIOC, sir William Fraser, éste «lo despidió» y partió hacia el Reino Unido.
A finales de diciembre de 1950, llegó a Teherán la noticia de que la compañía estadounidense Arabian American Oil Company —posteriormente, Aramco y Saudi Aramco—, había acordado repartir sus beneficios con la dinastía saudí en pie de igualdad. El ministerio de Exteriores británico rechazó la idea de cualquier acuerdo similar para la AIOC.
La AIOC había prometido, por el acuerdo de 1933, ofrecer a sus empleados mejores salarios y oportunidades de ascenso, así como la construcción de escuelas, hospitales, carreteras y redes telefónicas; promesas que no cumplió.

Los sueldos eran de 50 centavos diarios. No había vacaciones pagadas, ni permisos por enfermedad, ni indemnizaciones por incapacidad. Los obreros vivían en un barrio de chabolas llamado Kaghazabad o Ciudad de Papel, sin agua corriente ni electricidad... En invierno, la tierra se inundaba y se convertía en un llanura pantanosa y sudorosa. El barro en la ciudad llegaba hasta las rodillas y... cuando cesaban las lluvias, nubes de mosquitos de pequeñas alas se elevaban del agua estancada para llenar las fosas nasales y picar... El verano era peor... El calor era tórrido... pegajoso e implacable, mientras el viento y las tormentas de arena llegaban del desierto, calientes como un soplete. Los habitáculos de Kaghazabad, montados con barriles de petróleo oxidados, aplanados a martillo, convertidos en hornos de calor sofocante... De cada grieta exhalaba el hedor pestilente y sulfuroso del fueloil... En Kaghazabad no había nada: ni una cafetería, ni un hammam, ni un solo árbol. El estanque recubierto de azulejos como un espejo y la plaza central con sombra que formaban parte de todas las ciudades iraníes... faltaban aquí. Los callejones, sin pavimento,  eran el reino de las ratas.
Manuchehr Farmanfarmaian, director del Instituto del Petróleo de Irán en 1949.

El 7 de marzo de 1951, el primer ministro Razmará fue asesinado por los Fedayines del Islam del ulema islamista Navvab Safaví, en apoyo a las exigencias del Frente Nacional del ayatolá Kashaní y el alto funcionario Mohammad Mosaddeq, que ocupaba una minoría de escaños en la Asamblea, de nacionalizar las propiedades de la británica AIOC. Razmará mantenía hasta entonces a la mayoría de la cámara conforme con que la nacionalización sería una locura. Su asesinato eliminó la única voz con la potencia suficiente para enfrentarse a las reivindicaciones del Frente Nacional, y la ausencia de señales de duelo por el magnicidio en la sociedad iraní puso de manifiesto el estado de la opinión pública en cuanto a las posturas de Razmará y, en particular, sobre la nacionalización de la compañía del petróleo.

### Nacionalización
Dos semanas después del asesinato de Razmará, la asamblea legislativa iraní votó la nacionalización de la Anglo-Iranian Oil Company y sus bienes, y poco después designó como primer ministro a Mosaddeq, quien en julio de 1951 rompió las negociaciones con la AIOC tras amenazar esta con sacar a sus empleados de Irán. El Reino Unido respondió advirtiendo a los propietarios de petroleros de que «los recibos del gobierno iraní no serían aceptados en el mercado mundial». En lo que se denominó como «crisis de Abadán», buques de guerra británicos bloquearon el puerto de la ciudad petrolera forzando el cierre de la mayor refinería del mundo, incrementaron su producción en otros puntos del golfo Pérsico e indagaron la posibilidad de una invasión militar para ocupar el área petrolífera. El presidente estadounidense, Harry S. Truman, y el embajador de Washington en Teherán, Henry F. Grady, se opusieron a una intervención armada aunque necesitaban el apoyo británico en la guerra de Corea. Los Estados Unidos trataron de arreglar la disputa a través de la Corte Internacional de Justicia, pero un acuerdo de repartición de los beneficios al 50% y reconocimiento de la nacionalización fue rechazado tanto por el gobierno británico como por Mosaddeq.
Con el paso de los meses, la crisis se agudizaba. A mediados de 1952, un intento del joven Mohammad Reza Shah de sustituir a Mosaddeq provocó motines contra el monarca y su acción, percibida como una intervención extranjera, episodio del que salió reforzado el prestigio de Mosaddeq —si bien sus alianzas políticas se resintieron del boicoteo británico del petróleo iraní, que eliminó la principal fuente de recursos de su gobierno, empobreció a los iraníes y creó una insatisfacción creciente—.

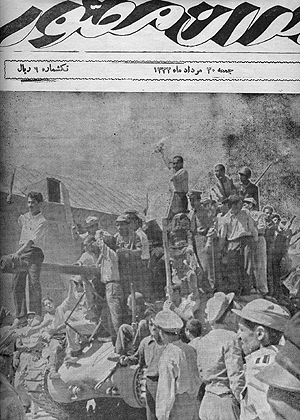
Reflejo de la salida de los tanques en la revista Tehran-e mosavvar.

### Golpe de Estado: la operación Ajax
Gran Bretaña, cuya legación fue expulsada en octubre de 1952, fue incapaz de derribar a Mosaddeq. Sí tuvo éxito, sin embargo, en su apelación a Washington en nombre del anticomunismo y de una supuesta inestabilidad del gobierno iraní que pudiera hacerlo caer en brazos de la Unión Soviética. De suceder esto, los «enormes activos» que eran «la producción y reservas petroleras de Irán» caerían bajo control comunista, y lo harían «en el corto plazo las demás regiones de Oriente Medio». En 1953, tanto EE. UU. como el Reino Unido tenían nuevas administraciones más anticomunistas e intervencionistas, y los Estados Unidos dejaron de oponerse a una intervención en Irán.
El plan contra Mosaddeq fue desarrollado por la Agencia Central de Inteligencia estadounidense como Operación Ajax y como Operation Boot por el Servicio Secreto de Inteligencia británico. En agosto, la CIA organizó un motín mediante sobornos a políticos, militares, matones y periódicos, y compartiendo información con los diplomáticos y la inteligencia británicos, dando pretexto al shah para destituir al primer ministro. El shah aprovechó la oportunidad y decretó la remoción del inmensamente popular Mosaddeq mientras el 19 de agosto el general Fazlollah Zahedí dirigió los tanques hacia la residencia del primer ministro y lo hizo arrestar.

### Consorcio
Con un shah prooccidental y un nuevo primer ministro también prooccidental —el propio general Zahedí—, el petróleo iraní volvió a fluir y la AIOC, que en 1954 cambió su nombre a British Petroleum, trató de retomar su posición anterior. Sin embargo, era tal la oposición en la opinión pública iraní que el nuevo gobierno no pudo permitirlo.
Presionada por Estados Unidos, British Petroleum se vio obligada a aceptar integrarse en el consorcio de compañías que al final asumió la reintegración del petróleo iraní en el mercado mundial. El consorcio se formó en Londres en 1954 como holding, llamado Iranian Oil Participants Ltc (IOP). Los miembros fundadores eran British Petroleum (40 %), Gulf Oil (después Chevron, 8 %), Royal Dutch Shell (14 %) y Compagnie Française des Pétroles (después Total, 6 %). Los cuatro integrantes de Aramco —Standard Oil of California (después Chevron), Standard Oil of New Jersey (después ExxonMobil), Standard Oil of New York (después ExxonMobil) y Texaco (después Chevron)—, adquirieron cada uno una participación del 8 % en el holding.
El grupo de empresas así formado fue conocido en distintos momentos como las Supermajors, las Siete Hermanas o el Consorcio para Irán y dominó la industria petrolera mundial desde la posguerra hasta la década de 1970. Hasta la crisis del petróleo de 1973, los miembros de las Siete Hermanas controlaban en torno al 85 % de las reservas petroleras mundiales.
Todos los miembros de la IOP reconocieron la propiedad de la Compañía Nacional de Petróleo de Irán (Sherkat-e Mellí-e Naft-e Irán, en grafía persa شرکت ملی نفت ایران o National Iranian Oil Company, NIOC) sobre el petróleo y las instalaciones existentes en Irán, definiéndose el papel del consorcio la gestión de los mismos en nombre de la compañía iraní. Para facilitar esta tarea, la IOP estableció dos entidades en los Países Bajos, delegadas ambas de la NIOC. A imitación del acuerdo al 50 % de Aramco en 1950, el consorcio aceptó compartir los beneficios con el estado iraní en pie de igualdad «pero no abrir sus libros de contabilidad a auditores iraníes ni a dar paso a iraníes a su junta directiva».  Las negociaciones de 1954 y 1955 que conformaron el consorcio fueron consideradas una hazaña diplomática para las Siete Hermanas.